# Istarski glas (Zagreb)
Istarski glas je bilo glasilo istarskih emigrantskih društava u Hrvatskoj. Izlazio je petnaestodnevno od 18. studenoga 1939. do 17. kolovoza 1940. godine. Tiskan je na hrvatskome jeziku, na četirima stranicama, a za Božić i Uskrs na osam stranica. Od dvobroja 3–4 od 23. prosinca 1939. objavljivao je i prilog "Primorski glas" na slovenskom.
Pokrenula ga je Istarska naklada, utemeljena u Zagrebu 27. rujna 1939. kao »zadruga za izdavanje knjiga i publikacija«. Njegov naslovljeni odgovorni urednik i upravitelj bio je Josip Brečević, a stvarni urednik i pokretač Tone Peruško, koji je bio urednik Istre, glasila Saveza jugoslavenskih emigranata iz Julijske krajine, od 7. veljače 1936. do 9. lipnja 1939., kada je smijenjen zbog naglašene antifašističke orijentacije lista. Osnivanje Istarske naklade i pokretanje Istarskoga glasa posljedica je razlaza u emigrantskoj organizaciji, posebice neslaganja grupe oko tjednika Istra, tiskanog u Zagrebu, koju su s velikom potporom članstva predvodili Peruško i M. Mirković. Istarski glas zagovarao je sazivanje emigrantskoga kongresa i osnivanje zasebnih emigrantskih organizacija umjesto dotadašnjega Saveza, lojalna državnim vlastima, te predlažući Mirkovića za predsjednika udruženja hrvatskih i slovenskih emigrantskih društava u Jugoslaviji. Programski je bio određen kao glasilo oporbe Savezu u Beogradu, glasilo saveza istarskih društava u Hrvatskoj te glasilo novog pokreta među istarskim Hrvatima i Slovencima, a u tom je duhu i uređivan. Nakon početka 2. svj. rata, jugoslavenska vlada Dragiše Cvetkovića, čineći ustupke Njemačkoj i Italiji i prije pristupa Trojnom paktu, zabranila je 1940. sve aktivnosti emigranata iz ondašnje Julijske Krajine, pa i izdavanje emigrantskih listova, te je Istarski glas ugašen u kolovozu 1940.